# Mark A. Gabriel
Mark A. Gabriel (* 30. Dezember 1957 in Ägypten) ist ein ägyptischer Publizist, Islamexperte und Buchautor. Er war Imam und Dozent der al-Azhar-Universität in Kairo. Heute lebt er als anerkannter Asylberechtigter in den USA. Sein 2004 veröffentlichtes Buch Islam und Terrorismus wurde in über 50 Sprachen übersetzt.

## Leben
Nach eigenen Angaben kannte Gabriel als Zwölfjähriger den Koran auswendig und studierte an der al-Azhar-Universität islamische Kultur und Geschichte, die er mit dem Doktorgrad abschloss. Er sei mit 28 Jahren Dozent für islamische Geschichte an der al-Azhar-Universität in Kairo und Imam in Gizeh geworden. Nach seiner Abkehr vom Islam erlebte er Folter, Gefängnis sowie mehrere Mordanschläge.
1994 konvertierte er zum Christentum. Er verließ sein Heimatland Ägypten und änderte seinen Namen von „Mustafa“ in Mark A. Gabriel. Nach seinem Übertritt zum Christentum studierte er an der Florida Christian University in Orlando Weltreligionen (Master) und schloss mit einem Ph.D. in Christian Education ab. 2003 wurde Gabriel Mitglied der Oxford Society of Scholars. Er lebt nicht im Verborgenen, sondern tritt in der Öffentlichkeit auf und verwendet sein Foto auf seinen Publikationen. Mark A. Gabriel lebt in den USA und ist mit einer deutschen Frau verheiratet.

## Positionen
In seinem ersten Buch Islam und Terrorismus setzt sich Gabriel mit den Ursachen des islamistischen Terrorismus auseinander. Hier und in weiteren Veröffentlichungen untersuchte er insbesondere den religiösen Faktor in der Motivation islamischer Terroristen und bezog sich dabei auf Schriften von Hassan al Banna, Sayid Qutb sowie von Sayyid Abul Ala Maududi. Mark A. Gabriel zufolge gibt es im Denken von Islamisten fünf leitende Prinzipien:
- Gehorche keinem anderen Gesetz als dem islamischen.
- Man ist umgeben von Ungläubigen.
- Der Islam muss an die Macht kommen.
- Dschihad ist der einzige Weg zum Sieg.
- Der Glaube ist die Anziehungskraft.

Die Scharia, das gottgegebene Gesetz, besitze für Islamisten einen Absolutheitsanspruch. Nach Gabriel verurteilen Dschihadisten die Demokratie, da diese dem Volk Macht gibt, selbst anstelle Gottes über die Gesetze zu bestimmen.
Der Autor setzt sich für eine neue arabische Bibelübersetzung ein, in der für „Gott“ nicht mehr das arabische Wort Allah verwendet wird, weil dies erst nachträglich im 19. Jahrhundert eingeführt worden sei. Wie Thomas Schirrmacher zeigen konnte, entspricht diese Vorannahme allerdings nicht den Tatsachen. Das Wort wurde bereits seit der Spätantike von Arabisch sprechenden Christen als Bezeichnung für Gott verwendet.

## Publikationen
- Against the Tides in the Middle East. A true story of Mustafa, Former teacher of Islamic History at Al Azhar University, Cairo, Egypt. International Academic Centre for Muslim Evangelism, Brixton (Südafrika) 1997, ISBN 1875095276 (veröffentlicht unter dem Autorennamen Mustafa).
- Islam und Terrorismus. Was der Koran wirklich über Christentum, Gewalt und die Ziele des Djihad lehrt. Resch, Gräfelfing 2004, ISBN 3-935197-39-X.
- Jesus und Mohammed. Erstaunliche Unterschiede und überraschende Ähnlichkeiten. Resch, Gräfelfing 2006, ISBN 3-935197-52-7 (Übersetzung der Dissertation).
- Motive islamischer Terroristen. Eine Reise in ihre religiöse Gedankenwelt. Resch, Gräfelfing 2007, ISBN 978-3-935197-51-9.
- Swislam – Wie viel erträgt das Land? Salpe, Zürich 2011, ISBN 978-3-9523801-0-9 (zum Islam in der Schweiz).
- Israel in Gefahr. Der nächste Schachzug des Islam gegen die Juden. Resch, Gräfelfing 2011, ISBN 978-3-935197-61-8.